# Napalm (альбом)
Napalm — сьомий студійний альбом американського репера Xzibit, виданий 5 жовтня 2012 р. лейблами Open Bar Entertainment та EMI. Платівка є першим повноцінним релізом виконавця з часів альбому Full Circle (2006).

## Передісторія
У 2006 після комерційного провалу Full Circle Xzibit звільнився від зобов'язань контракту з Koch Records та сконцентрувався на кінокар'єрі. У 2009 він випустив промо-сингл «Hurt Locker», а на початку 2010 — «Phenom», які мали увійти до студійного альбому MMX (позначає римськими цифрами «2010»). Проте через їхні невтішні результати реліз перенесли на другу половину 2011 й перейменували на Restless 2. Після успіху треку «Napalm», що увійшов до мікстейпу Тревіса Баркера Let the Drummer Get Wicked, платівка остаточно отримала свою назву. Альбом дебютував на 150-ій сходинці чарту Billboard 200 з результатом у 3200 проданих копій за перший тиждень.

## Сингли й відеокліпи
4 вересня 2012 р. в етері радіостанції Power 106 відбулась прем'єра першого синглу «Up Out the Way», у студії того дня були присутні Xzibit та DJ Felli Fel. На «Napalm» та «Up Out the Way» існують відеокліпи.

## Список пісень
| #   | Назва                                                             | Продюсер(и)     | Тривалість |
| --- | ----------------------------------------------------------------- | --------------- | ---------- |
| 1.  | «State of Hip-Hop vs. Xzibit»                                     | Beat Butcha     | 3:54       |
| 2.  | «Everything»                                                      | Rick Rock       | 4:07       |
| 3.  | «Dos Equis» (з участю Game та RBX)                                | Rick Rock       | 4:05       |
| 4.  | «Something More» (з участю Prodigy)                               | Saukrates       | 3:42       |
| 5.  | «Gangsta Gangsta»                                                 | DJ Chill        | 4:16       |
| 6.  | «Forever a G» (з участю Wiz Khalifa)                              | E. Dan          | 3:58       |
| 7.  | «1983» (з участю Trena Joiner)                                    | Insane Wayne    | 3:47       |
| 8.  | «Stand Tall» (з участю Slim the Mobster)                          | S1, M-Phazes    | 4:24       |
| 9.  | «Spread It Out»                                                   | 21 the Producer | 3:38       |
| 10. | «Up Out the Way» (з участю E-40)                                  | Rick Rock       | 4:23       |
| 11. | «Napalm»                                                          | 1500 or Nothin' | 4:15       |
| 12. | «Meaning of Life»                                                 | S1              | 5:00       |
| 13. | «Louis XIII» (з участю King Tee та Tha Alkaholiks)                | Dr. Dre         | 2:43       |
| 14. | «Enjoy the Night» (з участю David Banner, Wiz Khalifa та Brevi)   | David Banner    | 3:46       |
| 15. | «Movies» (з участю Game, Crooked I, Slim the Mobster та Young De) | Akon            | 5:10       |
| 16. | «I Came to Kill»                                                  | Illmind         | 3:38       |
| 17. | «Killer's Remorse» (з участю Bishop Lamont, Young De та B-Real)   | Focus...        | 4:19       |

| Бонус-трек | Бонус-трек                           | Бонус-трек   | Бонус-трек |
| #          | Назва                                | Продюсер     | Тривалість |
| ---------- | ------------------------------------ | ------------ | ---------- |
| 18.        | «1983 Remix» (з участю Trena Joiner) | Insane Wayne | 3:47       |
| 72:52      |                                      |              |            |

| Бонус-треки делюкс-видання | Бонус-треки делюкс-видання                                            | Бонус-треки делюкс-видання | Бонус-треки делюкс-видання |
| #                          | Назва                                                                 | Продюсер                   | Тривалість                 |
| -------------------------- | --------------------------------------------------------------------- | -------------------------- | -------------------------- |
| 19.                        | «Throw It Like It's Free» (з участю Black Milk, Phats та Tre Capital) | Black Milk                 | 3:16                       |
| 20.                        | «Crazy» (з участю B-Real, Demrick та Jelly Roll)                      | Jelly Roll                 | 4:33                       |
| 21.                        | «Phenom» (з участю Kurupt та 40 Glocc)                                | Risingson                  | 3:26                       |
| 84:07                      |                                                                       |                            |                            |

## Учасники
- Xzibit — виконавчий продюсер
- Метт Алонцо — фотограф
- Рон Фейр — струнні аранжування
- Ден Ґербарґ — мастеринг
- Штаб-сержант у відставці Шило Гарріс — вокал
- Пітер Мокран — зведення
- Джей Тернер — звукорежисер, запис вокалу
- Ерік Вівер — асистент відповідального за зведення
- Гоуї Вайнберг — мастеринг

## Історія виходу
| Країна    | Дата          | Формат(и)               | Лейбл                       |
| --------- | ------------- | ----------------------- | --------------------------- |
| Німеччина | 5 жовтня 2012 | CD, завантаження музики | Open Bar Entertainment, EMI |
| Італія    | 5 жовтня 2012 | CD, завантаження музики | Open Bar Entertainment, EMI |
| США       | 9 жовтня 2012 | CD, завантаження музики | Open Bar Entertainment, EMI |